# Julije Knifer
Julije Knifer est un artiste-peintre né le 23 avril 1924 à Osijek en Croatie et décédé le 7 décembre 2004 à Paris.

## Biographie
De 1951 à 1957, il est étudiant à l'Académie des Beaux arts de Zagreb, d'où il sort avec le premier prix.
Il fait son premier séjour à Paris en 1957, où il voit les œuvres de François Morellet.
À partir de 1959-1960, Julije Knifer peint ou dessine des méandres. Cette forme alimente son travail : un rythme résultant de la disposition des séquences verticales qui témoigne également d'une expérience de la temporalité. Sa peinture rigoureuse est associée à l'art concret.
Knifer participe à Gorgona. Gorgona n'est ni un mouvement ni un groupe, il s'agit plutôt d'un regroupement informel de plusieurs personnalités (artistes, poètes, critiques, historiens) entre 1959 et 1966, qui se traduit par le refus de tout dogmatisme, tant sur le plan de l'existence que d'un quelconque programme. 
Les membres de Gorgona (Marijan Jevsovar, Julije Knifer, Djuro Seder, Josip Vanista, Ivan Kozaric, Miljenko Horvat, Dimitrije Basicevic, Matko Mestrovic et Radoslav Putar) se réunissent autour d'une volonté de démystification et une ironie certaine face à la sacralisation de l'objet d'art. 
Leur projet est de réduire le statut matériel de l'œuvre à l'idée. Ils considéraient l'art et la vie comme un phénomène paradoxal, et l'absurde, comme une valeur esthétique.
Jusqu'en 1966 à la cessation de leurs activités collectives, ils ont publié une « anti-revue », Gorgona, constituée de contributions originales. Gorgona est devenu un modèle en ex-Yougoslavie mais reste peu connu en France.
En 1991, Knifer s'installe en France, à Sète.
En 1994, il s'installe à Paris. Il ne réalise alors plus que des dessins.
En 2000, lauréat du prix Aurélie-Nemours.
En octobre 2001, one-man-show à la FIAC Paris sur le stand de la Galerie Oniris
Tout comme en 1976, en 2001 il représente pour le deuxième fois la Croatie à la Biennale de Venise.
Il a réalisé l'œuvre d'art de la station Jean Jaurès côté ligne B du métro toulousain. La station a été inaugurée en 2007 après la mort de l'artiste.